# Camille Cottin
Camille Cottin (Paris, 1 de dezembro de 1978) é uma atriz e comediante francesa. Ela ficou conhecida em 2013 por seu papel na série Connasse (2013–2015). O reconhecimento internacional cresceu com o papel de Andréa Martel na série de comédia dramatica Dix pour cent (2015–presente) do canal France 2.
Posteriormente, teve papéis em filmes como Tal Mãe, Tal Filha (2017), Largadas em Família (2018), Photo de famille (2018), O Mistério de Henri Pick (2019) e Iluminação Íntima (2019). Ela interpretou o papel de Monique no filme de suspense Aliados (2016) de Robert Zemeckis, seguido por um papel na série dramática Killing Eve da BBC America. Em 2021, estrelou ao lado de Matt Damon em Stillwater e no filme biográfico policial de Ridley Scott, House of Gucci.

## Filmografia

### Cinema
| † | Filmes que ainda não foram lançados |

| Ano  | Título                                | Papel                       | Nota(s)         |
| ---- | ------------------------------------- | --------------------------- | --------------- |
| 2001 | Yamakasi                              | —                           | sem créditos    |
| 2006 | Odile...                              | A woman                     | Curta-metragem  |
| 2009 | Le problème avec Tom                  | Anne                        | Curta-metragem  |
| 2011 | Bernard & Fils, suicideurs à domicile | Pénélope                    | Curta-metragem  |
| 2011 | Il était une fois, une fois           | Mãe de Juliette             |                 |
| 2012 | Mon troquet                           | —                           | Curta-metragem  |
| 2014 | Les gazelles                          | Émilie                      |                 |
| 2015 | Beijei Uma Garota                     | Clémence                    |                 |
| 2015 | Connasse, princesse des cœurs         | Camilla, a "Connasse"       |                 |
| 2015 | Les Gorilles                          | Émilie                      |                 |
| 2015 | Nos futurs                            | Géraldine                   |                 |
| 2016 | Iris                                  | Chefe Nathalie Vasseur      |                 |
| 2016 | Cigarettes et Chocolat chaud          | Séverine Grellot            |                 |
| 2016 | Allied                                | Monique                     |                 |
| 2016 | Ballerina                             | Félicie Le Bras (voz )      |                 |
| 2017 | Telle mère, telle fille               | Avril                       |                 |
| 2018 | Larguées                              | Rose                        |                 |
| 2018 | Photo de famille                      | Elsa                        |                 |
| 2019 | Premières vacances                    | Fleur                       |                 |
| 2019 | Les Fauves                            | Detetive Camus              |                 |
| 2019 | Le Mystère Henri Pick                 | Joséphine Pick              |                 |
| 2019 | Chambre 212                           | Irène Haffner (aos 40 anos) |                 |
| 2019 | Deux moi                              | Psicóloga da Mélanie        |                 |
| 2019 | Les Éblouis                           | Christine Lourmel           |                 |
| 2020 | Petit Vampire                         | Madame Pandora (voz)        |                 |
| 2020 | Soul                                  | 22 (voz)                    |                 |
| 2021 | 22 vs. Earth                          | 22 (voz)                    | Curta-metragem, |
| 2021 | Stillwater                            | Virginie                    |                 |
| 2021 | Mon légionnaire                       | Céline                      |                 |
| 2021 | House of Gucci †                      | Paola Franchi               |                 |

### Televisão
| Ano           | Título                    | Papel                | Nota(s)                                                |
| ------------- | ------------------------- | -------------------- | ------------------------------------------------------ |
| 2002          | Hep taxi                  | Cliente              | Episódio: "On s'appelle!"                              |
| 2003          | Domisiladoré              | Mulher               | 1 Episódio                                             |
| 2005          | Tango Overlord            | Francesa             | Telefilme                                              |
| 2006          | Femmes de loi             | Maniac Victim        | Episódio: "Promotion mortelle"                         |
| 2006          | PJ                        | Annabelle            | Episódio: "Parole malheureuse"                         |
| 2007          | La Commune                | Albane Devlay        | Episódio: "Compassion"                                 |
| 2008          | PJ                        | Mina Ferlet          | Episódio: "Effets sonores"                             |
| 2010          | Fracture                  | Vizinha de Slimane   | Telefilme                                              |
| 2011–2013     | Scènes de ménages         | Camille              | 6 Episódios                                            |
| 2012          | Mange                     | Psicóloga            | Telefilme                                              |
| 2012          | Le Jour où tout a basculé | Annick               | Episódio: "Mon patron veut briser mon couple"          |
| 2012          | Le Jour où tout a basculé | Lucie                | Episódio: "Ma femme me trompe avec mon meilleur ami"   |
| 2013          | Pep's                     | Marina Trufaine      |                                                        |
| 2013–2015     | Connasse                  | A "Connasse"         |                                                        |
| 2013          | Vaugand                   | Mulher               | Episódio: "La Place du Mort"                           |
| 2013          | Ma Meuf                   | Sophie               |                                                        |
| 2015–presente | Dix pour cent             | Andréa Martel        |                                                        |
| 2017          | Calls                     | Mãe de Gabriel (voz) | Episódio: "2027 – Sources multiples (Servon / France)" |
| 2019          | Mouche                    | Mouche               |                                                        |
| 2020          | Killing Eve               | Hélène               | 3° temporada                                           |